# Par-delà le mur du sommeil
Par-delà le mur du sommeil (cu sensul de Dincolo de zidul somnului) este o colecție de cinci povestiri de groază și fantezie scrise de autorul american H. P. Lovecraft. Colecția a apărut în Franța la editura Éditions Denoël în colecția Présence du futur în 1956 și a fost reeditată de mai multe ori.
Povestirea care dă numele colecției Par-delà le mur du sommeil a apărut prima oară în limba engleză ca Beyond the Wall of Sleep în publicația Pine Cone|s din octombrie 1919.

## Cuprins
1. „Par-delà le mur du sommeil” („Dincolo de zidul somnului”)
 publicată în revista Weird Tales, martie 1938
2. „Les Rats dans les murs” („Șobolanii din ziduri”)
 publicată pentru prima oară în revista Weird Tales, martie 1924
3. „Le Monstre sur le seuil” („Monstrul din prag”)
 publicată pentru prima oară în revista Weird Tales, ianuarie 1937
4. „Celui qui hantait les ténèbres” („Cel ce bântuia în beznă”)
 publicată pentru prima oară în revista Weird Tales, decembrie 1936
5. „L'Affaire Charles Dexter Ward (Cazul Charles Dexter Ward)
 publicată pentru prima oară în revista Weird Tales în două părți în mai și iulie 1941

Textul L'Affaire Charles Dexter Ward (Cazul Charles Dexter Ward) este suficient de lung pentru a fi considerat drept un roman scurt. Ca urmare a fost publicat independent în 1972 de către Editura J'ai Lu.

## Prezentarea colecției
Visul ne permite să ajungem într-o lume paralelă unde realitatea este de-o cruzime oribilă. Încet, cititorul se pierde între meandrele răului și a intrigilor polițiste. 